# Atalanta Planitia
Atalanta Planitia is een laagvlakte op Venus. Atalanta Planitia werd in 1982 genoemd naar Atalanta, een heldin in de Griekse mythologie.
De laagvlakte heeft een diameter van 2050 kilometer en bevindt zich in het zuidoosten van het gelijknamige quadrangle Atalanta Planitia (V-4), het zuidwesten van het quadrangle Pandrosos Dorsa (V-5) en noorden van het quadrangle Nemesis Tesserae (V-13).